# 林杰 (1970年)

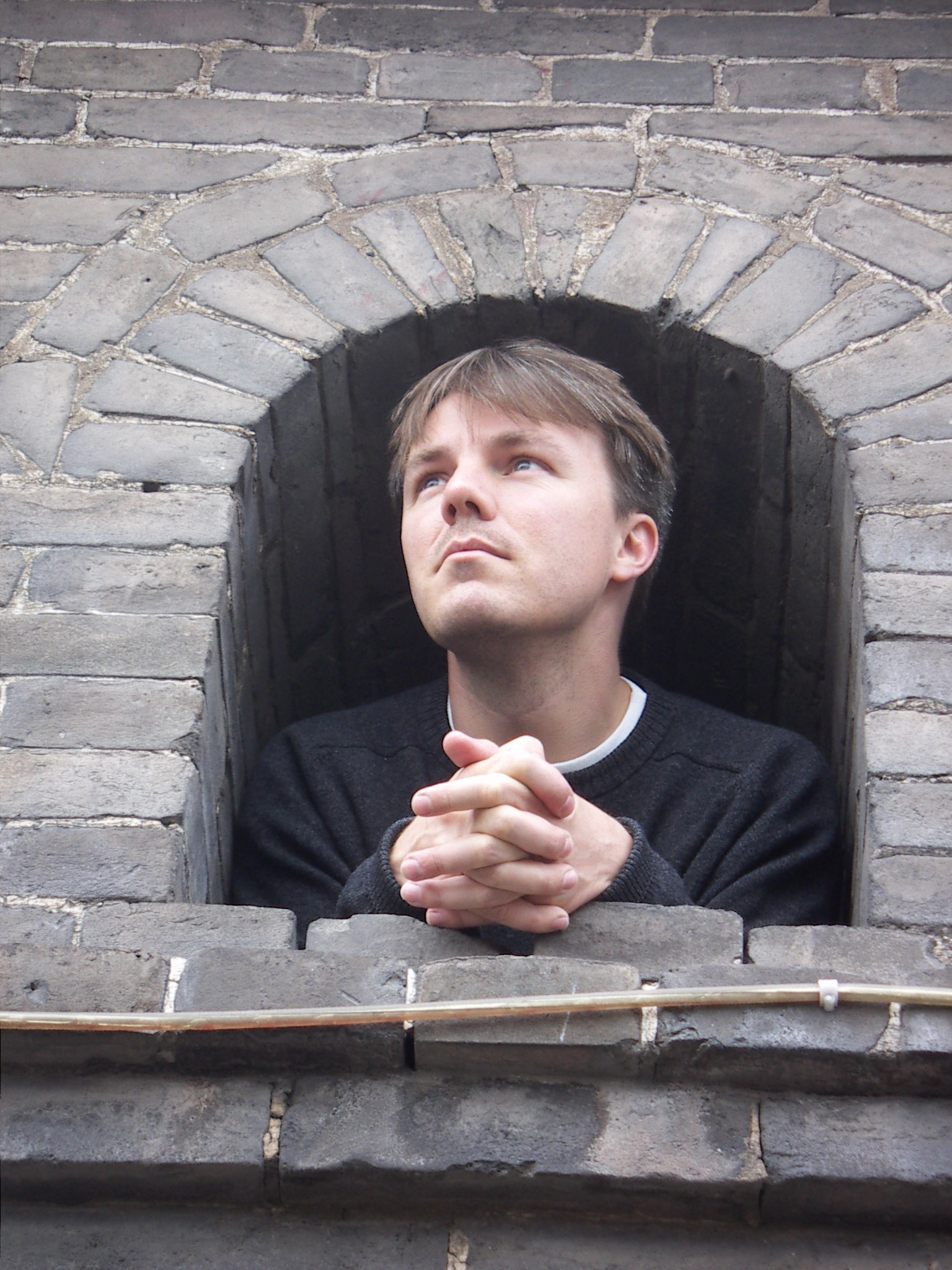
Liam D'Arcy Brown 2004

林杰（英語：Liam D'Arcy Brown，1970年—），出生于英國伦敦，是英籍汉学家、游记作家，目前跟他妻子Becky住在英国中部地区的华威郡。他在牛津大学学了中文，毕业后就在上海复旦大学学了中国古代史。他写的《Green Dragon, Sombre Warrior》2003年出版。林杰2006年沿着京杭大运河旅游了从杭州到北京，成为现代史旅游整条大运河的少数几个外国人之一，2010年出版了《The Emperor's River: Travels to the Heart of a Resurgent China》。